# Ordine mendicante
Ordine mendicante (din latină mendicare, „a cerși”) sunt ordinele întemeiate în secolul al XIII-lea de Sfântul Dominic, respectiv de Francisc de Assisi, cunoscute, mai ales, ca ordinul dominican și ordinul franciscan. Alte exemple de astfel de ordine sunt: augustinienii, carmelitanii, trinitarienii, mercedarienii, serviții, minimii, mizericordienii și betleemiții. 

## Istoric
În contextul acumulării de capital din secolul al XII-lea, au apărut în sudul Franței și nordul Italiei mișcări social-religioase de protest. Între acestea s-au numărat cele ale valdenzilor lui Pierre Valdes și ale umiliaților. După excomunicarea lui Pierre Valdes de către arhiepiscopul de Lyon, papa Inocențiu al III-lea a căutat aplanarea conflictelor, reușind integrarea și păstrarea unor astfel de mișcări în interiorul Bisericii Catolice. Umiliații și ospitalierii Sfântului Spirit s-au bucurat de protecția specială a papei, care le-a pus la dispoziție o biserică din Roma.
La început, și inițiativa lui Francisc de Assisi de a trăi conform evangheliei (vivere secundum perfectionem sancti Evangelii) a fost suspectată de erezie. Intervenția cardinalului Ugolino dei Conti și aprobarea orală primită de la papa Inocențiu al III-lea în anul 1210 au permis rămânerea franciscanilor în interiorul Bisericii Catolice și realizarea idealului sărăciei.

## În literatură
Scriitorul Umberto Eco a tematizat în Numele trandafirului dezbaterea medievală cu privire la bogăția oamenilor bisericii, respectiv dacă aceasta este compatibilă cu învățătura creștină. Principalul protagonist al romanului este un călugăr franciscan sosit într-o bogată mănăstire benedictină (Abația Melk), pentru elucidarea unei crime.